# Примас

Герб примаса (без ранга кардинала).

При́мас (лат. primas — первенствующий, primus — первый), в Римско-католической Церкви и Англиканской Церкви почётный титул церковного иерарха в стране, обладающего высшей духовной юрисдикцией над прочими епископами страны. В Православных Церквях используется аналогичный титул «предстоятель».

## Католичество
В Римско-католической Церкви, примас — архиепископ (реже викарный или освобожденный епископ), которому присуждается предстоятельство по отношению к другим епископам целой страны или исторической области (в политических или культурных терминах). Это предстоятельство по каноническому праву не даёт никаких дополнительных полномочий или власти по отношению к другим архиепископам или епископам. Титул используется в католических странах как почётный.
Звание примаса может даваться иерарху одной из самых старых митрополий в стране. Примасы часто возводятся в кардиналы и часто наделяются председательством в национальной конференции епископов. При этом главный город епархии может больше не иметь такого важного значения, как при её создании, или её границы могут больше не соответствовать национальным. Примасы занимают место ниже верховного архиепископа и патриарха, а в пределах коллегии кардиналов не пользуются старшинством.

### Европа
- Австрия:
  - архиепископ Зальцбурга (в Священной Римской империи в 1648—1806);
  - архиепископ Вены (в Австрийской империи, позднее в Австро-Венгрии и Австрии с 1806).
- Бельгия — архиепископ Мехелена-Брюсселя (сначала архиепископ Мехелена, примас всех Исторических Нидерландов);
- Венгрия — архиепископ Эстергома-Будапешта (титуловался как князь-примас Грана (Эстергома));
- Великобритания:
  - Англия — архиепископы Кентербери и Йорка (до упразднения католической структуры в период Реформации), после восстановления в 1850 году католической структуры Англии — архиепископ Вестминстера стал примасом католиков Англии и Уэльса;
  - Ирландия — архиепископ Армы, «Примас всей Ирландии» (не путать со званием англиканского архиепископа Дублина «Примас Ирландии» — оба звания предшествовали политическому разделению Ирландии и поэтому относятся к целому острову);
  - Шотландия — архиепископы Сент-Эндрюса и Эдинбурга.
- Германия:
  - епископ Майнца (745—1801);
  - епископ Трира (IX в. — 1802) (старая имперская столица);
  - епископ Магдебурга (986—1648) (для восточной колонизации);
  - епископ Кёльна (? — 1803).
- Испания — архиепископ Толедо, «Примас Испании» (первоначально Вестготского королевства);
- Италия — Епископ Рима (папа римский) — титул римского первосвященника по отношению к Италии:
  - Неаполитанское королевство — архиепископ Салерно;
  - Королевство Сицилия, королевство обеих Сицилий — архиепископ Палермо (примас Сицилии);
  - Архиепархия Пизы — архиепископ Пизы (примас Сардинии и Корсики).
  - Патриархат Венеции — Патриарх Венеции (примас Далмации); с 1827 по неизвестной причине, до 1827 титул носил архиепископ Сплита и Салоны.
- Нидерланды — архиепископ Утрехта;
- Польша — архиепископ Гнезненский, «Примас Польши»;
- Португалия — архиепископ Браги;
- Сербия — архиепископ Бара (ныне Черногория);
- Скандинавия — архиепископ Лунда (в южной Швеции);
- Франция — архиепископ Лиона («Примас Галлии»):
  - архиепископ Буржа — примас Берри;
  - архиепископ Бордо — примас Аквитании;
  - епископ Нанси — примас Лотарингии;
  - архиепископ Руана — примас Нормандии;
  - архиепископ Реймса — примас Галлия Бельгики;
  - Также были примасами исторических французских областей архиепископы Вьенна, Нарбонна и т. д.
- Хорватия — архиепископ Загреба (примас Хорватии);
  - Далмация — архиепископ Сплита и Салоны (примас Далмации); с 1827 по неизвестной причине титул примаса Далмации носит патриарх Венеции;
- Чехия — архиепископ Пражский.

### Америка
- Аргентина — архиепископ Сантьяго-дель-Эстеро (ранее архиепископ Буэнос-Айреса);
- Бразилия — архиепископ города Сан-Салвадор-да-Баия, «Примас Бразилии»;
- Канада — архиепископ Квебека;
- Колумбия — архиепископ Боготы;
- Куба — архиепископ Сантьяго-де-Куба;
- Мексика — архиепархия Мехико
- Никарагуа — архиепископ Манагуа;
- Чили — архиепископ Сантьяго;
- Эквадор — архиепископ Кито.

### Другие регионы
- Австралия — архиепископ Сиднея;
- Зимбабве — архиепископ Хараре;
- Кения — архиепископ Найроби;
- Филиппины — архиепископ Манилы.

В Соединённых Штатах Америки официальное приматство не предоставлялось, но архиепископ Балтимора иногда называется «почётным примасом» (так как Балтимор был первой национальной епархией), её архиепископу предоставляют церемониальное первенство перед всеми другими епископами в США. Подобно этому архиепископ Сеула рассматривается как примас Кореи, хотя такое право никогда не предоставилось ему Ватиканом.

## Англиканство
В Великобритании титулы примасов унаследованы с католических времён: архиепископ Кентерберийский — примас Великобритании, архиепископ Йоркский — примас Англии. Однако с распространением англиканства по миру примасы появились в разных частях света. Так, англиканским примасом Ирландии является архиепископ Дублина (в отличие от католического архиепископа Армы, «примаса всей Ирландии»).

## Православие
В Православных Церквях титулу «примас» соответствует титул предстоятеля автокефальной или автономной Православной Церкви, будь то патриарх, митрополит или архиепископ. Всего есть 16 автокефальных Православных Церквей.
Таким образом:
- Святейший Архиепископ Константинополя — Нового Рима и Вселенский Патриарх
- Папа и Патриарх великого града Александрии, Ливии, Пентаполя, Эфиопии, всего Египта и всей Африки, Отец отцов, Пастырь пастырей, Архиерей архиереев, тринадцатый Апостол и Судья всей Вселенной
- Патриарх великого Божия града Антиохии, Сирии, Аравии, Киликии, Иверии, Месопотамии и всего Востока
- Патриарх Святого града Иерусалима и всея Палестины, Сирии, Аравии, обонпол Иордана, Каны Галилейской и святого Сиона
- Патриарх Московский и всея Руси
- Католикос-Патриарх всея Грузии, Архиепископ Мцхетский и Тбилисский, Митрополит Пицундский и Цхум-Абхазский
- Архиепископ Печский, Митрополит Белградский-Карловачский, Патриарх Сербский
- Архиепископ Бухарестский, митрополит Мунтенский и Добруджийский, наместник Кесарии Каппадокийской, Митрополит Унгро-Влашский, Патриарх всея Румынии
- Патриарх Болгарский, Митрополит Софийский
- Архиепископ Новой Юстинианы и всего Кипра
- Архиепископ Афинский и всея Эллады
- Архиепископ Тиранский и всей Албании, Митрополит Тирано-Дурресско-Эльбасанский
- Митрополит Варшавский и всея Польши
- Архиепископ Пражский, Митрополит Чешских земель и Словакии
- Архиепископ Вашингтонский, Митрополит всей Америки и Канады
- Митрополит Киевский и всея Украины

Все они предстоятели своих автокефальных церквей, независимо от их индивидуальных названий.